# Felix Dexter
Felix Dexter (* 26. Juli 1961 in St. Kitts, St. Kitts und Nevis; † 18. Oktober 2013 in London, Vereinigtes Königreich) war ein britischer Schauspieler, Comedian und Schriftsteller.

## Leben
Felix Dexter wurde in St. Kitts, in der Karibik, geboren und zog mit sieben Jahren mit seiner Familie nach Surrey. Er studierte Jura am University College London und begann eine Ausbildung als Barrister, bevor er seine Karriere als Comedian startete. Er fing an, bei verschiedenen abendlichen Veranstaltungen als Komiker aufzutreten.
Später erhielt er von der BBC einen Job in der Sketch-Show The Real McCoy, welche anfänglich auf einer Bühnenshow basierte, die Dexter am Hackney Empire Theatre aufführte.
Verschiedene Schauspielauftritte hatte Dexter zudem in den Filmen Room to Rent (2000) und Jack Lennox – Einer zieht die Fäden (2003), sowie in einer Folge der Fernsehserie Empire (2005). Dexter hatte außerdem eine Rolle in der BBC-britischen Sitcom Citizen Khan, er spielte den Muslim Omar, welcher an in einer Moschee in Birmingham arbeitet. Dexter spielte in den Jahren 2012 und 2013 insgesamt in 13 Folgen der Serie mit.
Auf dem britischen Radiosender BBC Radio 4 wirkte Dexter außerdem bei der satirischen Radioshow Down the Line mit und spielte auch bei der Inszenierung von Delete This At Your Peril mit, einem Teil der Radiospiels The Bob Servant Emails. In der BBC-Two-Comedy-Fernsehserie Bellamy’s People, einem Fernseh-Spin-off von Down the Line, wirkte er 2010 in allen Folgen mit.
Am 18. Oktober 2013 starb Dexter mit 52 Jahren an einer Krebserkrankung des Knochenmarks, einem multiplen Myelom.
Zu Ehren von Dexter zeigte BBC Two eine 30-minütige Sondersendung über sein Leben. Im Jahr 2014 wurde Dexter postum bei den Screen Nation Awards der Edric Connor Inspiration Award verliehen.

## Filmografie (Auswahl)
- 1991: The Real McCoy (Fernsehserie)
- 1996: The Fast Show (Fernsehserie, Folge 2x03)
- 2000: Room to Rent
- 2003: Jack Lennox – Einer zieht die Fäden (The Planman, Fernsehfilm)
- 2003: Absolutely Fabulous (Fernsehserie, 4 Folgen)
- 2005: Empire (Fernsehserie, Folge 1x06)
- 2010: Bellamy’s People (Fernsehserie, 8 Folgen)
- 2011: Mongrels (Fernsehserie, Stimme)
- 2012–2013: Citizen Khan (Fernsehserie, 13 Folgen)